# Fernand Mazade
Fernand Mazade, né au château de Monac à Alès le 8 octobre 1861 et mort à Saint-Georges-de-Didonne le 30 novembre 1939, est un poète français.
Nourri de symbolisme à ses débuts (De sable et d'or, 1889), il a écrit de nombreux recueils de forme rigoureusement classique, entre autres Apollon (1913), Printemps d'automne (1930), L'élégie italienne (1933), baignés de lumière méditerranéenne et dont la tournure est volontiers morale.
Certains de ses poèmes furent mis en musique par Henriëtte Bosmans. Il traduisit également des poèmes de Taras Chevtchenko.
Il vécut de 1896 à 1939 au no 17 de la rue de Boulainvilliers (16e arrondissement de Paris), où une plaque commémorative lui rend hommage.

## Œuvres
- Des pages (1882)
- Ariette pour Arabelle (1886)
- De Sable et d'or (1889)
- Le Cortège des Dieux (Prix Jacques-Normand, 1911)[3]
- Le Sommeil qui guérit (1911)
- Athéna (1912)
- Apollon (1913)
- Dionysos et les nymphes (1913)
- L'Art de dormir (1913)
- L'Ardent voyage (1921)
- Anthologie des poètes français, des origines à nos jours (1925-30)
- La Terre voluptueuse (1926)
- Les Poèmes de Sainte-Marthe (1926)
- Printemps d'automne (1930)

## Traductions
- Sappho (traduction de Fernand Mazade, avant-propos d'Yves-Gérard Le Dantec), Les Odes de Sapho, édition bibliophilique enrichie de lithographies de René Demeurisse, J. et R. Wittmann (imprimerie La Ruche), 1947.

## Prix
- Prix Archon-Despérouses 1914 et 1922[4]